# DN59C
De DN59C (Drum Național 59C of Nationale weg 59C) is een weg in Roemenië. Hij loopt van Jimbolia naar Sânnicolau Mare. De weg is 41 kilometer lang.